# Блэнд, Уильям (композитор)
Уильям Блэнд (англ. William Bland; род. 1947) — американский композитор.

## Биография
Окончил Консерваторию Пибоди в Балтиморе по классу композиции, там же в 1973 г. получил степень доктора музыки; среди его учителей были Эрнст Кшенек, Бенджамин Лис, Эрл Браун и Ричард Родни Беннетт. По окончании консерватории работал ассистентом у её директора Ричарда Голдмена, затем преподавал в Бруклинском колледже Городского университета Нью-Йорка, Университете Темпл, Католическом университете Америки. В 1979 г. вернулся в Западную Вирджинию, посвятив себя преимущественно композиции. Одновременно работал органистом и хормейстером в протестантских храмах Мартинсберга, преподавал в учебных заведениях Пенсильвании и Мэриленда.

## Творчество
Среди композиций Блэнда преобладают сочинения для фортепиано и гитары.
Работая над фортепианными сонатами с целью сочинить их 24, по числу тональностей (к 2007 г. были закончены 17), Блэнд стремился опираться на аутентичный американский музыкальный материал, особенно на рэгтайм. В то же время не столь благосклонный к Блэнду рецензент ежегодника Musical America отмечает (применительно к тому же альбому фортепианной музыки Блэнда в исполнении автора, 2007) сильную зависимость его произведений от Оливье Мессиана.
Гитарные композиции Блэнда входят в постоянный репертуар Дэвида Старобина, упоминавшего о своей дружбе с композитором. Пьеса Блэнда «Фантазия на тему картины Оскара Домингеса „Ностальгия по космосу“» (англ. Fantasy for Oscar Dominguez 'Nostalgia of Space'; 1974) считается образцом применения слайд-техники в современном академическом гитарном репертуаре.